# Jazmine White
Jazmine Ruth White, född 14 december 1993 i Oshawa, Kanada, är en volleybollspelare (center).
White började spela volleyboll när hon gick på R. S. McLaughlin Collegiate and Vocational Institute. Hon studerade mellan 2011 och 2014 vid Michigan State University och spelade med dess universitetslag Michigan State Spartans. Efter avslutade studier började hon spela volleyboll i Europa. Hon har sedan dess spelat för klubbar i Finland, Schweiz, Ungern och Tyskland och har blivit schweizisk mästare och vunnit ungerska cupen.
White spelar med Kanadas landslag och har med dem deltagit i bland annat VM 2022.